# 台湾第一原子力発電所
台湾第一原子力発電所（たいわんだいいちげんしりょくはつでんしょ、正体字: 第一核能發電廠）とは台湾（中華民国）新北市石門区にある台湾電力が運営する原子力発電所である。また、地名をとって金山発電所とも呼ばれる。

## 概略
1960年代から経済発展しはじめた台湾の電力需要をまかなうため、1970年に中華民国政府が台湾最初の原子力発電所として建設が決定したのが当発電所である。のちに中華民国総統になった蔣経国が経済発展のために打ち出した十大建設の事業の一つでもあり、1971年に建設が開始され1975年に竣工、1979年から商業発電が開始された。
現在、当発電所には沸騰水型原子炉2基がある。原子炉と発電機はアメリカ合衆国のゼネラル・エレクトリックとウェスティングハウス・エレクトリックが製造した。福島第一原発1～4号機と同様のBWR MarkI型である。また台湾の中心都市台北市の北28Kmに位置しており、大都市に隣接する原子力発電所である。
2018年より廃炉作業が開始されることになっており、2012年12月、行政院原子能委員会は台湾電力に対し2015年12月までに草案をまとめるよう指示した。
2018年に一号炉、2019年に二号炉の運転が終了した。
| 原子炉 | 出力(ネット値) | 出力(グロス値) | 起工日         | 臨界開始日     | 商業発電開始日 | 運転終了日     |
| ------ | -------------- | -------------- | -------------- | -------------- | -------------- | -------------- |
| 一号炉 | 604 MW         | 636 MW         | 1972年06月02日 | 1977年11月16日 | 1978年12月10日 | 2018年12月06日 |
| 二号炉 | 604 MW         | 636 MW         | 1973年12月07日 | 1978年12月19日 | 1979年07月15日 | 2019年07月16日 |